# Station Rouffach
Station Rouffach is een spoorwegstation in de Franse gemeente Rouffach.